# في مدح الكسل (مقالة)
في مدح الكسل (بالإنجليزية: In Praise of Idleness)‏‏ مقالة للفيلسوف البريطاني بيرتراند راسل حول ضرورة الكسل وانتقاد فكرة تمجيد العمل. كتبها عام 1932 ونشرها ضمن كتاب في مدح الكسل ومقالات أخرى عام 1935

## الفكرة الأساسية
تتمحور المقالة حول نقد الفكرة الشائعة بين المجتمعات وهي تمجيد العمل الشاق ويرى راسل بأن العمل الشاق والطويل ليس فضيلة ولا واجبًا أخلاقيًا. لأن العمل ليس هدفًا في حد ذاته وإنما هو وسيلة لتحقيق الراحة والسعادة، كما أن العمل الشاق هو نتيجة لنظام اقتصادي مختل يصب في مصلحة الأقوياء على حساب الضعفاء، بمعنى أن الترويج للعمل الشاق هو استغلال للطبقات العاملة. وبالتالي يدعو راسل إلى تقليل ساعات العمل وجعلها أربع ساعات فقط ويرى أن ذلك ممكن دون التأثير على الإنتاجية، بل يذهب إلى أن تقليل ساعات العمل سيوفر فرص عمل لكل المجتمع ويقضي على البطالة، وحينها سيتم توزيع العمل بشكل عادل ليتمكن جميع الناس من الاستمتاع بوقت فراغهم وتطوير مهاراتهم وتمنية أذواقهم.

## ضرورة الكسل
وفقًا لراسل، كان الكسل في العصور الغابرة ضروريًا لازدهار الحضارة البشرية لأنه أتاح للأسياد رفاهية مكنتهم من التركيز على العلوم والفنون والمنطق والفلسفة والثقافة. بينما كان العبيد يكافحون لتحقيق طموحات وأفكار الأسياد.
مع قيام الثورة الصناعية وتطور الآلات والتكنولوجيا تلاشت هذه الفروقات الطبقية المؤسسة على استعباد البشر وأصبح بإمكان الجميع التمتع بأوقات فراغهم والاسترخاء وتصفية الذهن مما انعكس إيجابًا على جودة الحياة ولكن ليس معنى ذلك تحول الناس إلى عاطلين تافهين وإنما يدعو لاستغلال وقت الفراغ بشكل إيجابي في تطوير الذات والارتفاع لمستوى الإنسان المتحضر. ثم يعود راسل وينتقد ثقافة تمجيد العمل التقليدية التي عادت إلى المجتمع الغربي بعد الحرب.